# Альваро Домінгес Сото
Альваро Домінгес Сото (ісп. Álvaro Domínguez Soto, нар. 15 травня 1989, Мадрид) — іспанський футболіст, що грав на позиції захисника за «Атлетіко», німецьку «Боруссію» (Менхенгладбах), а також національну збірну Іспанії.
Дворазовий переможець Ліги Європи. Володар Суперкубка УЄФА.

## Клубна кар'єра
Народився 15 травня 1989 року в Мадриді. Вихованець футбольної школи клубу «Атлетіко».
У дорослому футболі дебютував 2007 року виступами за другу команду мадридського «Атлетіко», в якій провів два сезони, взявши участь у 44 матчах чемпіонату.
Своєю грою за цю команду привернув увагу представників тренерського штабу основного складу «Атлетіко», до якого приєднався 2008 року. Відіграв за мадридський клуб наступні чотири сезони своєї ігрової кар'єри.
2012 року за 8 мільйонів євро перейшов до німецької «Боруссії» (Менхенгладбах), з якою уклав п'ятирічний контракт. Починав як гравець основного складу команду, утім згодом важко травмував спину і періоди виступів на футбольному полі чередувалися з операціями і реабілітаційними процедурами.
Врешті-решт у грудні 2016 року 27-річний гравець, що на той час вже понад рік не виходив на поле в офіційних матчах, був змушений оголосити про завершення ігрової кар'єри.

## Виступи за збірні
2007 року дебютував у складі юнацької збірної Іспанії, взяв участь у 7 іграх на юнацькому рівні.
Протягом 2009–2011 років залучався до складу молодіжної збірної Іспанії. На молодіжному рівні зіграв у 14 офіційних матчах, забив 1 гол.
2012 року брав участь у двох офіційних матчах у складі національної збірної Іспанії.
| Дата       | Місто        | Господарі | Результат | Гості          | Турнір           | Голи | Примітки |
| ---------- | ------------ | --------- | --------- | -------------- | ---------------- | ---- | -------- |
| 26/05/2012 | Санкт-Галлен | Іспанія   | 2 – 0     | Сербія         | товариський матч | -    |          |
| 30/05/2012 | Берн         | Іспанія   | 4 – 1     | Південна Корея | товариський матч | -    |          |
| Усього     |              | Матчів    | 2         |                | Голів            | 0    |          |

## Титули і досягнення
- Переможець Ліги Європи (2):

«Атлетіко Мадрид»: 2009-10, 2011-12
- Володар Суперкубка УЄФА (1):

«Атлетіко Мадрид»: 2010
- Чемпіон Європи (U-21): 2011